# 扬·赫尔迪纳
扬·赫尔迪纳（捷克語：Jan Hrdina，1976年2月5日—），捷克男子冰球运动员，场上位置是中锋。他曾代表捷克国家队参加2002年冬季奥林匹克运动会冰球比赛，获得第五名。